# Li Luoneng
Li luoneng (李落能, 1807-1888) est un maître d'art martial chinois. De son vrai nom Li Feifu, également connu sous le pseudonyme de Li nengran, il enseigna le style que l’on connaît actuellement sous le nom de Xingyiquan (Xing yi quan).
C’est lui qui créa ce style, d’après les techniques du Xinyi liuhe quan qu’il avait apprises au Shanxi. Il s'y rendit entre 1840 et 1850 afin d’étudier dans l'école de Dai Longbang. Chronologiquement, Li Luoneng n’a pas pu suivre l’enseignement de Dai Longbang en personne (Dai Longbang, né aux alentours de 1720, serait mort en 1809).
Ce serait son fils Dai Wenxun qui aurait enseigné à Li l’art familial. Le changement du caractère Xin en Xing aurait pour origine le fait qu’au Shanxi la prononciation de ces deux caractères est identique. Li luoneng, originaire du Hebei, aurait donc interprété le nom Xinyiquan différemment, la transmission se faisant oralement.
Les historiens chinois pensent actuellement que Li luoneng n’aurait pas étudié la totalité de l’art de la famille Dai, ce qui expliquerait les différences techniques que l’on trouve à partir de ce personnage.
Li Luoneng eut de nombreux disciples. Parmi les plus connus, on trouve Che yizhai, Liu qilan, Guo Yunshen et Song shirong.